# Суркова, Ольга Евгеньевна
Ольга Евгеньевна Суркова (род. 12 сентября 1945, Москва) – советский и российский киновед, кинокритик, кандидат искусствоведения (1979).

## Биография
Родилась 12 сентября 1945 года в семье критика Евгения Даниловича Суркова и актрисы театра Моссовета Олимпиады Трофимовны Калмыковой. В 1953 году поступила в Пушкинскую школу для девочек № 353. В 1954 году переведена в школу № 354 в Лефортовском переулке, так как обучение стало смешанным. В 1957 году семья переехала из коммунальной квартиры на улице Баумана в отдельную квартиру на Боровском шоссе (ныне Ломоносовский проспект). До 1961 года Ольга училась в средней школе № 1, а затем перешла в математическую школу № 52 на первой улице Строителей. В 1964 году окончила одиннадцатый класс в школе рабочей молодежи.
В 1964–1968 годах училась на киноведческом факультете Всесоюзного государственного института кинематографии (мастерская Николая Лебедева). В феврале 1966 года проходила производственную практику на съёмках фильма «Андрей Рублёв» Андрея Тарковского, что положило начало почти 20-летнему сотрудничеству критика и режиссёра. Её дипломная работа о двух фильмах Орсона Уэллса «От гражданина Кейна до господина К» частично была опубликована в сборнике «Орсон Уэллс», вышедшем в 1975 году в издательстве «Искусство».
В 1968–1972 годах работала в отделе писем, а затем в отделе публицистики редакции журнала «Советский экран». 
В 1972–1973 годах училась в аспирантуре ВГИКа, где в 1979 году защитила диссертацию на соискание учёной степени кандидата искусствоведения по теме «Борьба и взаимодействие течений в шведском кинематографе 60–70-х годов», главы из которой публиковались в 1975—1981 годах в журнале «Искусство кино».
В 1973 году Андрей Тарковский предложил ей делать вместе с ним книгу, работу над которой он начал с киноведом Леонидом Козловым.
В 1974–1982 годах работала научным сотрудником отдела зарубежного кино Научно-исследовательского института теории и истории кино Госкино СССР (с 1980 года – Всесоюзного научно-исследовательского института киноискусства).
Весной 1982 года уволилась из института, уезжая на постоянное место жительства в Нидерланды. В связи с её отъездом в издательстве «Искусство» был рассыпан набор её книги «Бергман, Видерберг и другие», а также расторгнут договор на «Книгу сопоставлений», который в 1975 году она заключила вместе с Андреем Тарковским. Её отец Евгений Сурков был вынужден уйти с должности главного редактора журнала «Искусство кино» за «некритичное» отношение к дочери.
Выступает в печати по вопросам кино с 1968 года. Автор ряда статей в научных сборниках, журналах «Советский экран», «Искусство кино», «Киноведческие записки» др.
С 1982 года живёт в Амстердаме.
В 1984 году «Книга сопоставлений» впервые вышла в западногерманском издательстве Ullstein в немецком переводе под названием «Запечатлённое время» без указания имени соавтора. В 1993 году суд в Мюнхене подтвердил права Ольги Сурковой на соавторство с Андреем Тарковским.